# Árpád Szenes
Árpád Szenes (Budapest, Austria-Hungría, 6 de mayo de 1897 – París, 16 de enero de 1985) fue un pintor, ilustrador, grabador, diseñador y profesor húngaro nacionalizado francés en 1956. Y a quien en 1978 se le entregó la cruz de la Orden del Infante Don Enrique y en 1988 la de la Orden Militar de Santiago de la Espada.

## Biografía
Su trayectoria artística estuvo profundamente ligada al mundo latino, debido — en grande parte — a que se casó con la pintora portuguesa Maria Helena Vieira da Silva, con quien realizó viajes a América Latina para participar en exposiciones, como en 1946 en el Instituto de Arquitetos do Brasil.
Al ser judío y Maria Helena Vieira da Silva haber perdido la nacionalidad, eran oficialmente apátridas, y decidieron residir un tiempo en Brasil durante la Segunda Guerra Mundial y en el periodo de postguerra. En Brasil, entraron en contacto con importantes artistas locales, como Carlos Scliar o Djanira. Para promocionar su obra se instituyó la Fundação Árpád Szenes-Vieira da Silva en Lisboa.

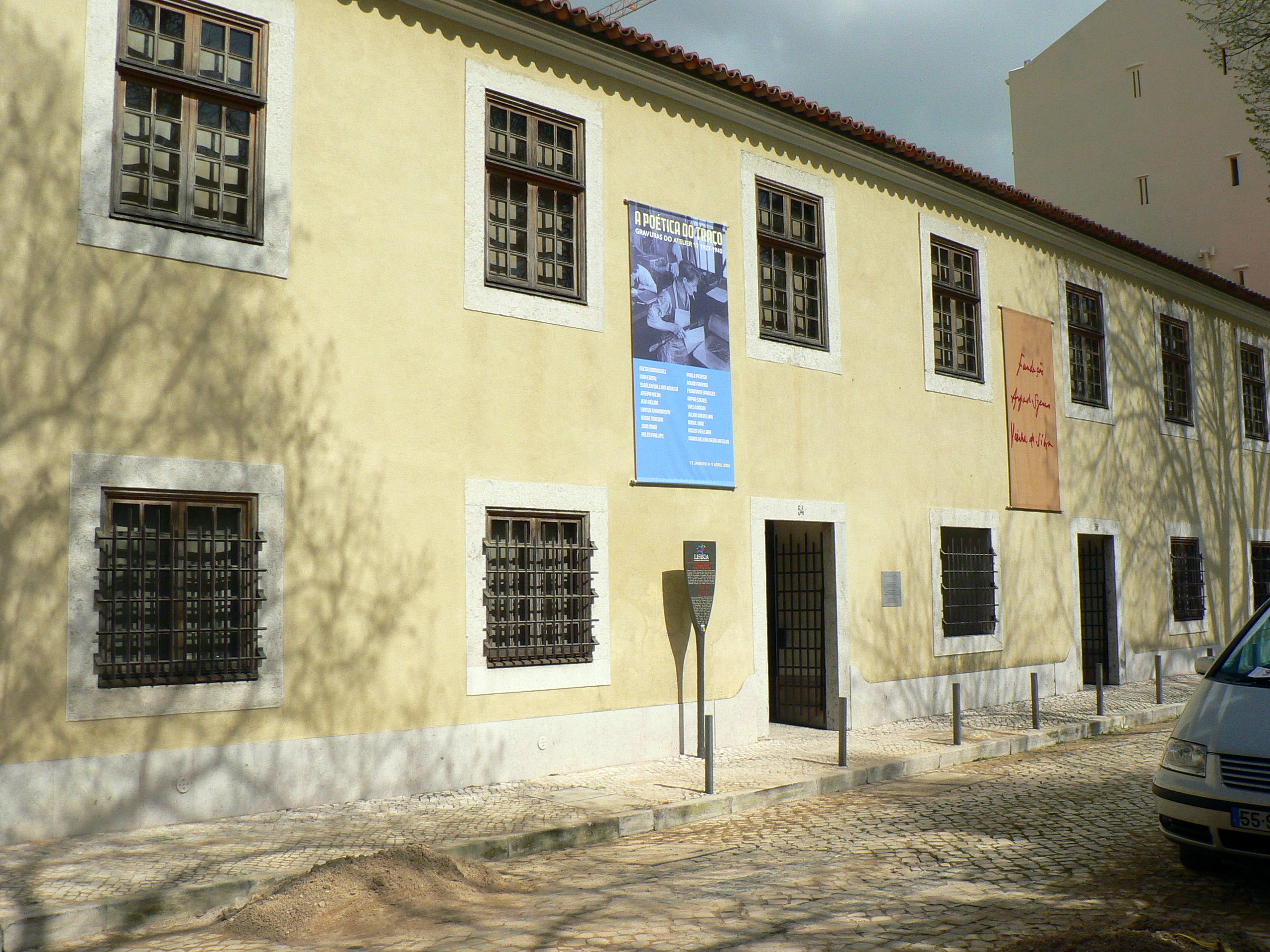
Fundação Arpad Szenes-Vieira da Silva, Lisboa.

## Obras

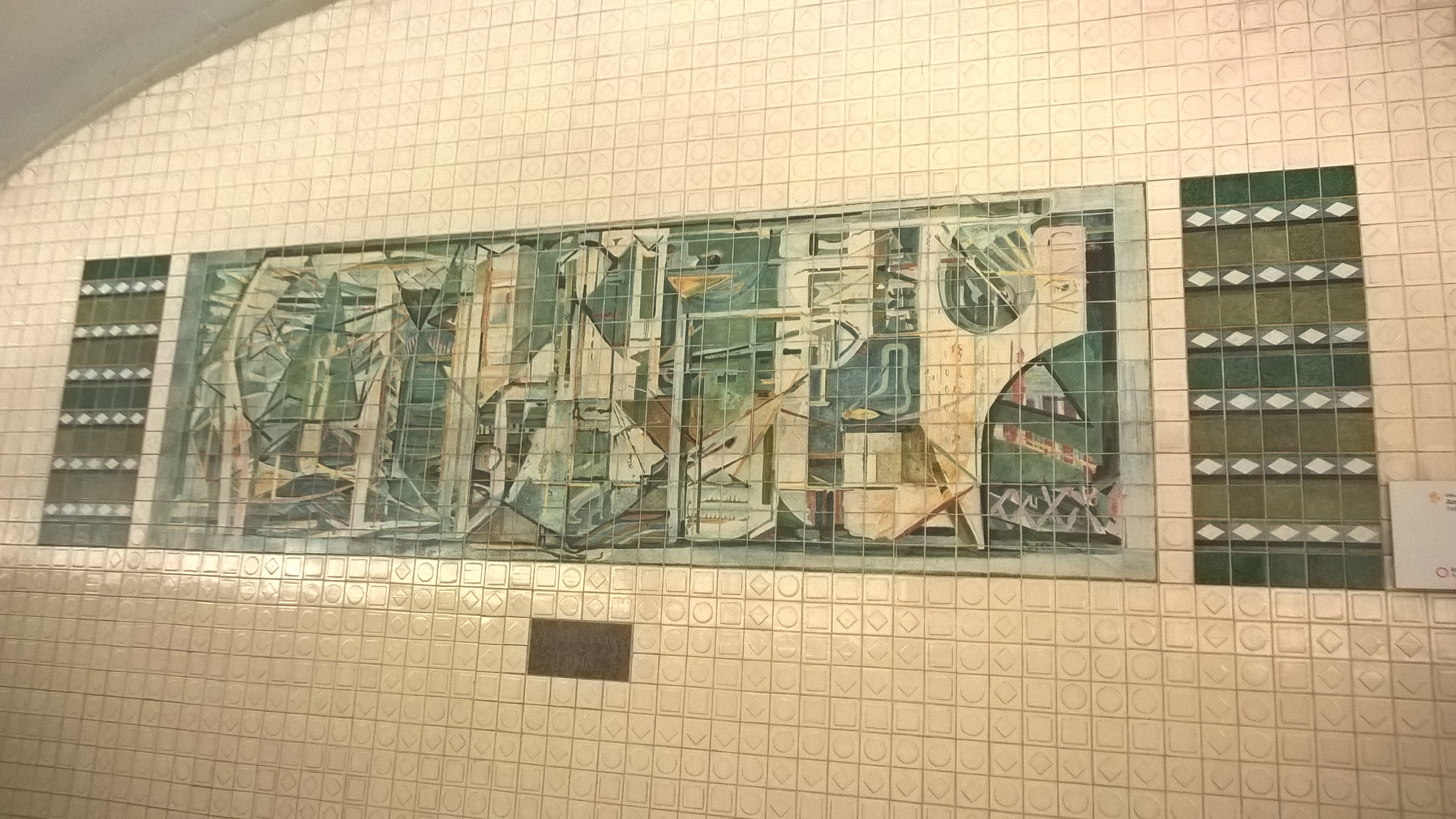
Mural de azulejos Metro de Lisboa, 1948